# M4-WAC-47
El M4-WAC-47 es un fusil de asalto de fabricación ucraniana creado por UkrOboronProm y la compañía americana Aeroscraft (una división de Worldwide Aeros Corporation). Se probó en diferentes secciones de las Fuerzas Terrestres de Ucrania y la Guardia Fronteriza, y se estima que las pruebas se completaron a fines de abril de 2018.

## Galería

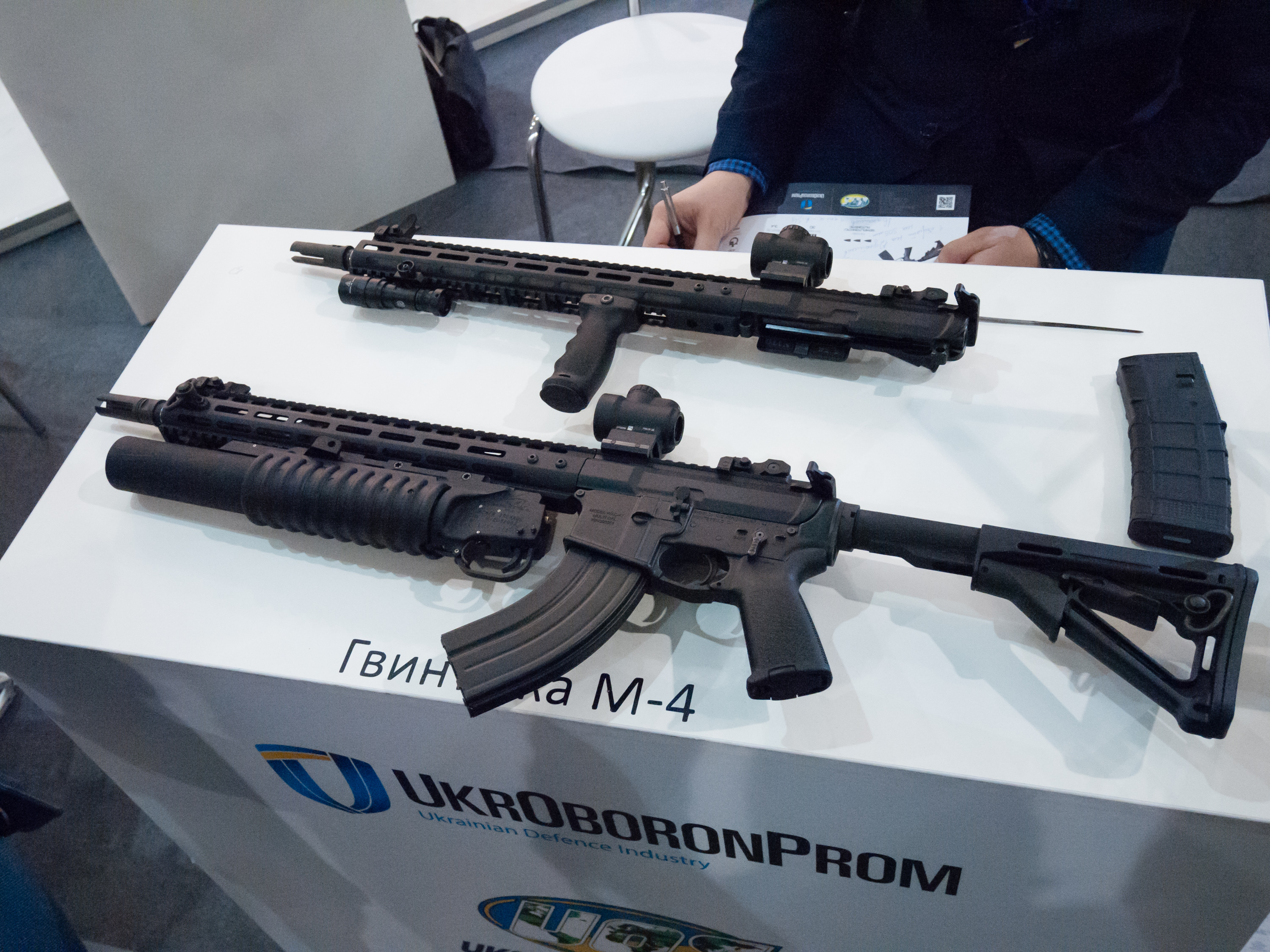
Un M4-WAC-47 en exhibición en la oficina de Kiev de la Industria de Defensa de Ucrania (UkrOboronProm).